# Эрнандес, Джовани
Эммануэль Джовани Эрнандес Нери (исп. Emmanuel Giovani Hernández Neri; 4 января 1993, Гвадалахара, Мексика) — мексиканский футболист, полузащитник клуба «Антигуа-Гуатемала».

## Клубная карьера
Эрнандес — воспитанник клуба «Гвадалахара». 22 июля 2012 года в матче против «Толуки» он дебютировал в мексиканской Примере. 18 марта 2014 года в поединке против «Леона» Джовани забил свой первый гол за «Гвадалахару».
Летом 2015 года Эрнандес на правах аренды присоединился к новичку Лиги MX «Дорадос де Синалоа». 26 июля в матче против «Чьяпас» он дебютировал за «дорад».
В 2016 году Джовани выступал на правах аренды за «Корас де Тепик», а в 2017 году был в аренде в клубах «Веракрус» и «Сакатепек». Летом 2018 года Эрнандес на правах аренды присоединился к «Некаксе». 23 июля в матче против столичной «Америки» он дебютировал за новую команду.
12 июня 2020 года Эрнандес подписал контракт с клубом чемпионата Гватемалы «Антигуа-Гуатемала».

## Международная карьера
В 2013 году в составе молодёжной сборной Мексики Эрнандес стал чемпионом КОНКАКАФ среди молодёжных команд. На турнире он сыграл в матчах против молодёжных команд Кюрасао и Сальвадора.

## Достижения
Международные
 Мексика (до 20)
- Чемпионат КОНКАКАФ среди молодёжных команд — 2013